# クウェイド・クーパー
クウェイド・サンティニ・クーパー（Quade Santini Cooper 1988年4月5日 - ）は 、ニュージーランド出身のラグビー指導者、元ラグビーユニオン選手。

## 人物
1988年4月5日、トコロアで生まれる。愛称は「QC」「Coops」。ショーン・メイトランドとは従兄弟。

## キャリア
ニュージーランドのフォレスト・ビュー・ハイスクールから2001年、オーストラリア、イーストブリスベンのアングリカン・チャーチ・グラマースクールに転校する。
2005年、2006年と2年連続でラグビーオーストラリア高校代表 (School Boys) に選出される。高校代表ではキャップ数(試合出場数)記録を塗り替える(他に2人)。
2007年、19歳以下代表に選出、19歳以下の大会終了後、スーパー14(現スーパーラグビー）のレッズと契約、スーパー14デビューの前に2006年11月10日、レッズ対ラグビー日本代表に出場している。
2008年、ワラビーズに選出、11月8日のイタリア戦で代表デビュー。
2010年8月、クーパーがラグビーリーグに転向して2011年にNRLのパラマタ・イールズと契約するという噂が流れた。ワラビーズでのポジションが安定していないことが理由に挙げられた。イールズ側は、3年で150万ドルの契約条件を提示、しかしクーパーは9月、ユニオン協会と1年間の契約延長、2011年以降もワラビーズとレッズでのプレーを希望した。
2010年、スーパー14の最優秀選手(2010 Super 14 Player of the Year Award)受賞。翌2011年のスーパーラグビーでレッズ初優勝に貢献する。
2019年、トップチャレンジリーグ近鉄ライナーズに加入。11月17日に行われたトップチャレンジリーグ第1節清水建設ブルーシャークス戦に先発出場で日本での公式戦初出場を果たす。
2025年5月に選手引退。7月から花園近鉄ライナーズでアタックコーチに就任した。

## 受賞歴
- 2022プレーヤー・オブ・ザ・シーズン (DIVISION 2)

## リンク
- クウェイド・クーパー RUGBY DATABASE
- クウェイド・クーパー (@QuadeCooper) - X（旧Twitter）
- クウェイド・クーパー (@quadecooper) - Instagram
- The Official Quade Cooper Website
- Reds Profile
- Wallabies Profile